# 5856 Peluk
Az 5856 Peluk (ideiglenes jelöléssel (5856) 1994 AL2) a Naprendszer kisbolygóövében található aszteroida. Ueda Szeidzsi és Kaneda Hirosi fedezte fel 1994. január 5-én.